# Australische Badmintonmeisterschaft 1936
Die Australische Badmintonmeisterschaft 1936 fand in Hobart statt. Es war die zweite Austragung der Badmintontitelkämpfe von Australien.

## Titelträger
| Disziplin    | Sieger                         |
| ------------ | ------------------------------ |
| Herreneinzel | Tim Thompson                   |
| Dameneinzel  | Mavis Horsburgh                |
| Herrendoppel | Keith Johnstone George Billing |
| Damendoppel  | Ivy Hewett Eva Robert          |
| Mixed        | Tim Thompson N. Wing           |